# Singel (Amsterdam)
De (Amsterdams: het) Singel is een Amsterdamse gracht, die vanaf het IJ tot het Muntplein loopt, alwaar hij uitmondt in de Binnen Amstel.

## Geschiedenis
De Singel werd rond 1428 gegraven van het IJ tot de Boerenwetering. Rond 1450 volgde het resterende deel tot de Amstel. Tot de stadsvergroting van ongeveer 1585 vormde de Singel de westelijke stadsgrens. Vanaf 1481 werd de aarden wal vervangen door een stenen muur. In die tijd werd de Singel ook wel Stedegracht genoemd. Deze Stedegracht bestaat tegenwoordig nog uit de huidige Singel, de Kloveniersburgwal en de Geldersekade. In 1601 werden de muren afgebroken en daarna veranderde de Singel geleidelijk in een woongracht.
In de 17e eeuw noemde men de Singel tijdelijk Koningsgracht als eerbewijs aan Koning Hendrik IV van Frankrijk; destijds een belangrijk bondgenoot van de Republiek. Het Koningsplein herinnert hier nog aan.
Het deel van de Singel vanaf de Ronde Lutherse Kerk tot aan de Lijnbaanssteeg waar de schepen op Londen, de 'Londenvaarders', hun ligplaats hadden, werd ook wel Londense Kaai en Engelse Kaai genoemd. Tussen de Lijnbaanssteeg en de Torensluis noemde men de Singel de Rouaansche Kaai, vanwege de vaart op Het Kanaal.
De Torensluis uit 1648 is de oudste bewaard gebleven en de breedste brug van de gehele binnenstad. Deze Brug 9 - ter hoogte van de Oude Leliestraat - is zo breed omdat hier de in 1829 gesloopte Jan Roodenpoortstoren stond. De kerkers van de toren maken nog deel uit van het bruggenhoofd. In de keitjes op de brug zijn sinds 2003 de contouren van de vroegere toren herkenbaar gemaakt. Hier staan, naast het beeld van Multatuli (Hans Bayens 1987), vaak terrasjes.
De Muntsluis onder het Muntplein is de laatste brug voordat de Singel in de Amstel uitmondt. In het systeem van de nummering der Amsterdamse bruggen is dit de eerste, brug 1.
Tussen het Spui en het Koningsplein rijden de tramlijnen 2 en 12 langs de Singel.

## Architectuur en monumenten
Onder meer:

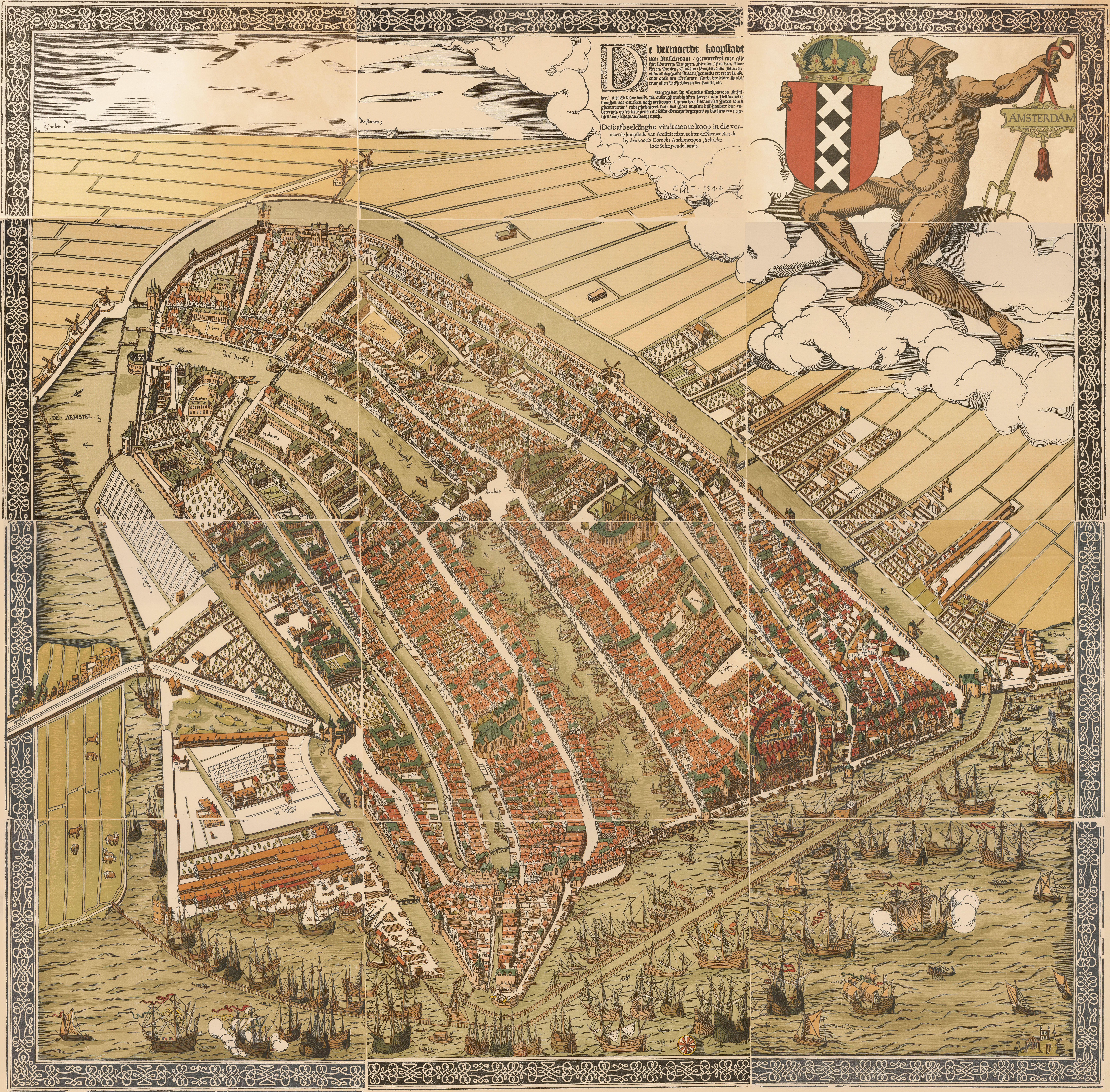
Amsterdam in 1544, met de Singel aan de rechterkant.

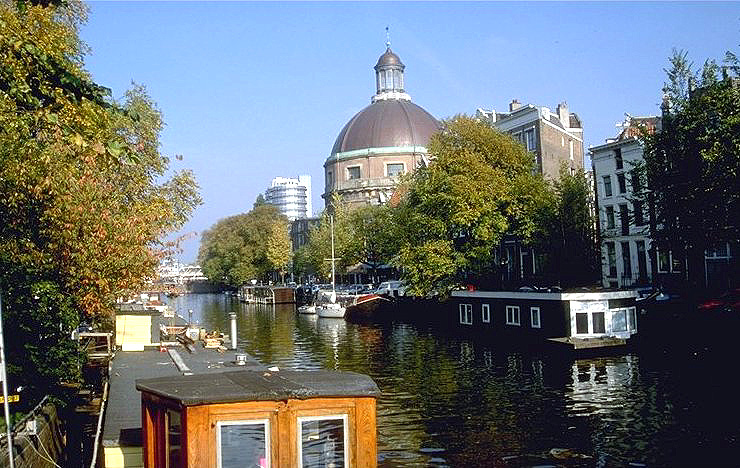
De Ronde Lutherse Kerk aan de Singel.

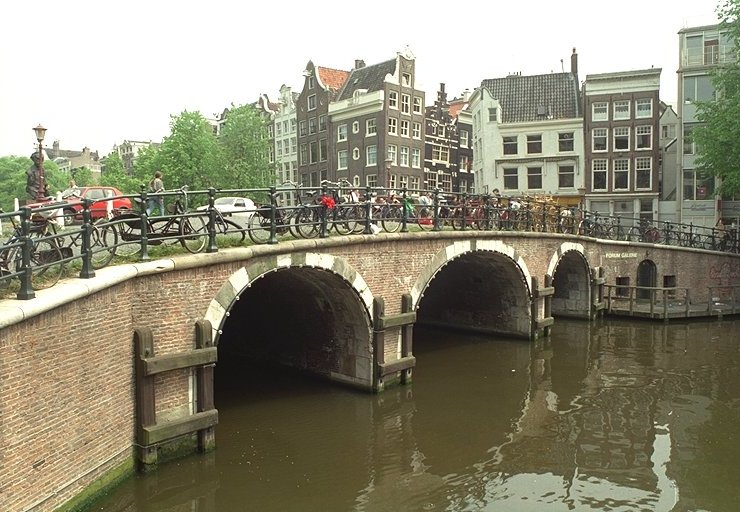
De Torensluis (brug nr. 9) over de Singel bij de Oude Leliestraat.

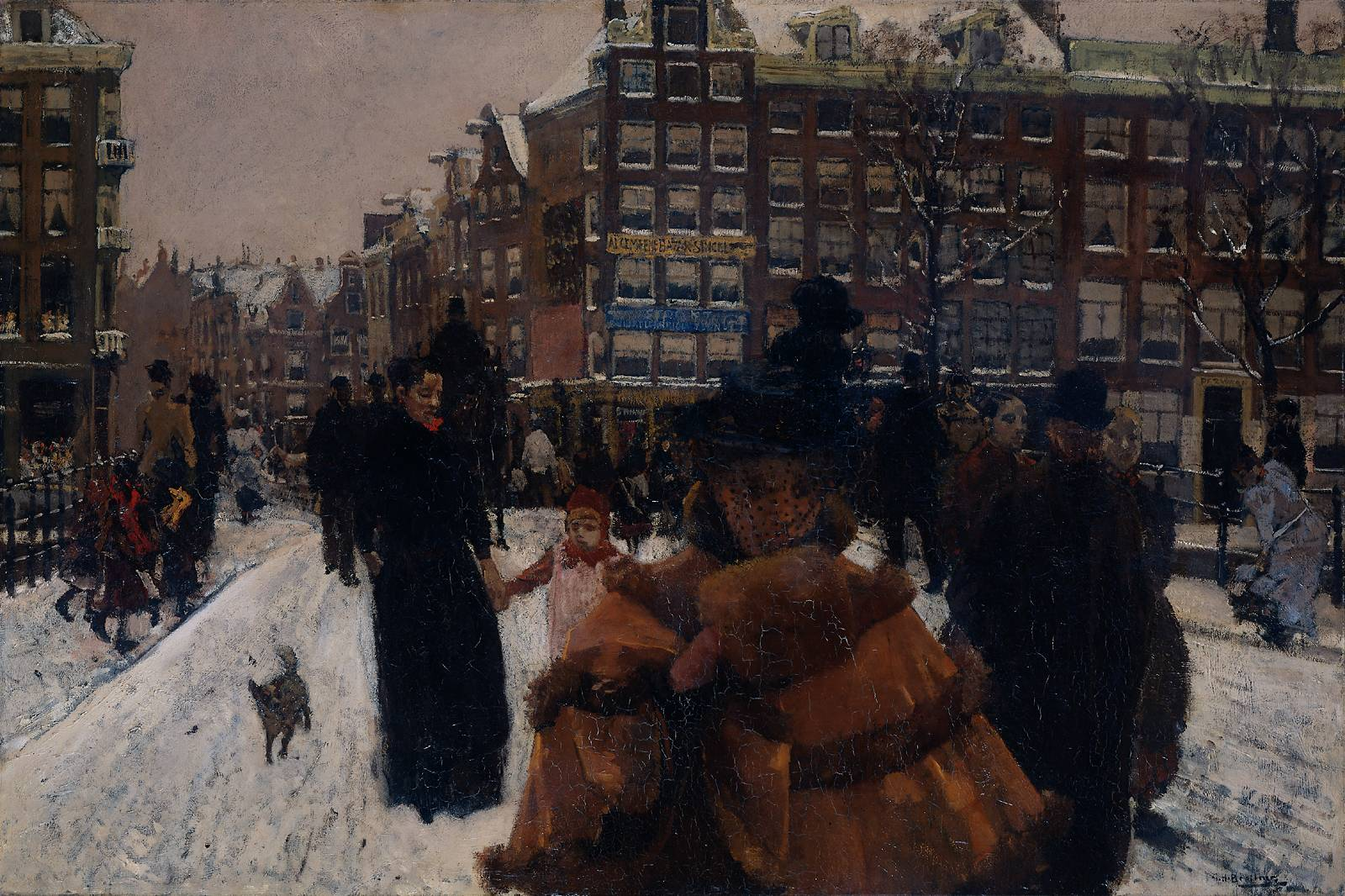
De Singelbrug bij de Paleisstraat in Amsterdam, geschilderd door Breitner (ca. 1897).

- Het "smalste huis ter wereld", Singel 7.
- De Ronde Lutherse Kerk, of Koepelkerk of Nieuwe Lutherse Kerk, Singel 11, uit 1671.
- Het huis Zeevrugt, Singel 36, uit 1763.
- Het Oude Veerhuis De Swaen, Singel 83-85, uit 1652.
- Het Huis met de Neuzen, Singel 116, uit 1752.
- Het huis De Dolphijn, Singel 140-142, uit circa 1600.
- Het huis Bouwkonst, Singel 390, uit circa 1700.
- De Oude Lutherse Kerk (hoek Spui en Singel), uit 1633.
- Een voorbeeld van een klein type Vingboons-imitatie, Singel 412, gebouwd rond 1650.
- Het Stads-Bushuis/Militiegebouw, Singel 423, gevel van Hendrick de Keyser uit 1606.
- Op Singel 428, een modern grachtenpand van Abel Cahen, uit 1975.
- De Krijtberg, Katholieke kerk, Singel 446, uit 1871.
- De Singelkerk, schuilkerk van de Doopsgezinde Gemeente Amsterdam, Singel 452.
- Het koopmanshuis Nuerenburg / Odeon, Singel 460, uit 1662.[3]
- Gebouw Muntstaete, Singel 548 (voormalige hoofdkantoor Spaarbank voor de stad Amsterdam), gemeentelijk monument sinds 2014

Verder:
- Het P.C. Hoofthuis (faculteitsgebouw Universiteit van Amsterdam) van Aldo van Eyck en Theo Bosch uit 1984 (hoofdingang Spuistraat 134)
- Singel 295: Voormalig bordeel Yab Yum
- Singel 425: Universiteitsbibliotheek en de Doelenzaal van de Universiteit van Amsterdam
- Singel 457: Een van de ingangen van het winkelcentrum Kalvertoren.

Zie ook:
- Lijst van rijksmonumenten aan de Singel in Amsterdam

## Nummering en oriëntering
De Singel begon als kanaal in het noorden aan het IJ waar nu de Haringpakkersbrug ligt. Door de aanleg van het Stationseiland en de De Ruyterkade is het IJ van de Haringpakkersbrug en de Singel verwijderd, er ligt nu de korte waterverbinding Westertoegang tussen. Ze buigt evenwijdig aan de Herengracht geleidelijk naar het zuidoosten en mondt bij het Muntplein uit in de Binnen Amstel.
De oneven-genummerde zijde van de gracht ligt aan de kant van de oude binnenstad (de kant van de Nieuwezijds Voorburgwal en de Dam).
De even-genummerde zijde ligt aan de kant van de Herengracht.
- Ter hoogte van Singel 240 en 229 ligt de kruising met de Raadhuisstraat.
- Ter hoogte van Singel 434 en 439 ligt de kruising met het Koningsplein.

## Bruggen
Er liggen vanaf de Haringpakkersbrug elf bruggen over de Singel.
In het verlengde van de Singel naar het IJ vinden we ook nog de spoorbrug over de Westelijke Onderdoorgang, en auto- en fietsersbruggen in de Piet Heinkade, maar deze worden tot het Open Havenfront gerekend.
| Brugnummer | Naam              | Gebruik            | Type       | Wijdte doorvaartopening | Hoogte doorvaartopening | Doorvaarthoogte bij 4 m wijdte | Beheer  |
| ---------- | ----------------- | ------------------ | ---------- | ----------------------- | ----------------------- | ------------------------------ | ------- |
| 58         | Haringpakkersbrug | Prins Hendrikkade  | Vaste brug | 12,00                   | 2,93                    |                                | DiVV    |
| 14         | Haarlemmersluis   | Haarlemmerstraat   | Vaste brug | 6,90                    | 2,10                    |                                | Centrum |
| 12         | Corsgenbrug       | Korsjespoortsteeg  | Vaste brug | 9,05                    | 2,10                    |                                | Centrum |
| 10         | Lijnbaansbrug     | Lijnbaanssteeg     | Vaste brug | 8,50                    | 2,10                    |                                | Centrum |
| 9          | Torensluis        | Oude Leliestraat   | Vaste brug | 5,96                    | 2,70                    | 2,35                           | Centrum |
| 8          |                   | Raadhuisstraat     | Vaste brug | 6,86                    | 1,80                    |                                | DiVV    |
| 6          |                   | Gasthuismolensteeg | Vaste brug | 6,77                    | 1,78                    |                                | Centrum |
| 5          | Raambrug          | Oude Spiegelstraat | Vaste brug | 6,79                    | 1,78                    |                                | Centrum |
| 4          | Heibrug           | Heisteeg           | Vaste brug | 7,10                    | 1,80                    |                                | Centrum |
| 2          | Heiligewegssluis  | Heiligeweg         | Vaste brug | 6,83                    | 1,80                    |                                | DiVV    |
| 1          | Muntsluis         | Muntplein          | Vaste brug | 5,73                    | 1,58                    |                                | DiVV    |

Bij de doorvaarthoogtes in de tabel dient men rekening te houden met het feit dat de Singel net zoals alle andere grachten in de binnenstad op -0,40 m van het NAP ligt.

## Bloemenmarkt
Tussen Koningsplein en het Muntplein ligt de bekende bloemenmarkt (en souvenirsmarkt). De bloemenstallen staan hier op in het water drijvende dekschuiten.
De markt richt zich volledig op toerisme met de daar bijbehorende bloembollen en souvenirs, snijbloemen horen daar niet bij.

## Trivia
- Er is weleens verwarring tussen de Singel en de Singelgracht. De Singelgracht is het water, dat langs de Nassaukade, Stadhouderskade en Mauritskade stroomt, om de zeventiende-eeuwse stadsuitbreiding heen dus.
- Ten westen van de Singel tussen Raadhuisstraat en Leidsegracht liggen de Negen Straatjes.
- Aan het begin van de Singel bij het IJ stond tot 1829 de middeleeuwse Haringpakkerstoren. Stadsherstel Amsterdam heeft, vanwege haar 50-jarig jubileum, het plan opgevat om deze toren en de aangebouwde huisjes te herbouwen als cadeau aan de stad Amsterdam. Na een vertraging in de bouwprocedures was men van plan in 2008 met de bouw te beginnen. Er was kritiek op dit plan, omdat het als geschiedvervalsing en geldverspilling wordt ervaren. De herbouw heeft niet plaatsgevonden.
- Een gedeelte van de Singel is een rosse buurt, met ongeveer 80 ramen. Dit 'Singelgebied' ligt tussen de Spuistraat en de Singel, rond de Oude Nieuwstraat.
- Op de Singel ligt sinds 1968 de Poezenboot.
- Goed ingevoerde lieden hebben het consequent over het Singel, ofschoon het woord singel niet onzijdig is. De zeventiende- en achttiende-eeuwse Amsterdammer schreef in bronnen in het Amsterdamse Stadsarchief, nog de Singel.[bron?]